# 210107 Pistoletto
210107 Pistoletto este o planetă minoră (asteroid) din centura de asteroizi. A fost descoperită pe 30 august 2006 la Borbona de Vincenzo Silvano Casulli⁠(d). 
Obiectul prezintă o orbită caracterizată de o semiaxă mare de 2,9779526721478 UAi, o excentricitate de 0,02, o înclinație de 10,9 ° în raport cu ecliptica.